# 페이로드 (컴퓨팅)
페이로드(영어: payload)는 전송되는 '순수한 데이터'를 뜻한다. 페이로드는 전송의 근본적인 목적이 되는 데이터의 일부분으로 그 데이터와 함께 전송되는 헤더, 메타데이터와 같은 부분은 제외한다.
컴퓨터 보안에서 페이로드는 멀웨어의 일부를 뜻한다. 웜, 바이러스, 트로이목마 같은 악성 소프트웨어를 분석할 때 페이로드는 이러한 소프트웨어(프로그램)이 주는 피해를 의미한다. 예를 들어 페이로드에는 데이터 훼손, 스팸메일, 개인정보를 알아내기 위해 다수에게 보내는 이메일 등이 있다. 즉, 페이로드는 전송 행위의 본래 의도를 뜻한다.

## 설명
페이로드라는 용어는 큰 데이터 덩어리 중에 '흥미 있는' 데이터를 구별하는 데 사용된다. 이 용어는 운송업에서 비롯하였는데, 지급(pay)해야 하는 적화물(load)을 의미한다. 예를 들어, 여객기의 경우에는 승객과 화물(passengers & cargo)이 페이로드가 된다. 유조차가 20톤의 기름을 운반한다면 트럭의 총 무게는 차체, 운전자 등의 무게 때문에 그것보다 더 될 것이다. 이 모든 무게를 운송하는데 비용이 들지만, 고객은 오직 기름 20톤 하중의 운송비만 지급(pay)하게 된다. 즉, 하중(적하)에 대한 보수란 의미로 'payload'란 말이 나온 것이다.
프로그래밍에서 주로 메시지 프로토콜(message protocols) 중에 프로토콜 오버헤드(protocol overhead)와 원하는 데이터를 구별할 때 사용된다. 예를 들어 웹 서비스 응답(web service response)이 아래의 JSON이라 하면:
```
{

    
"status"
:
"OK"
,

    
"data"
:
 
{

        
"message"
:
"Hello, world!"

    
}

}

```

여기서 "Hello, world!"가 클라이언트가 관심을 가지는 페이로드이다. 나머지 부분은, 중요하긴 하지만, 프로토콜 오버헤드이다.

## 같이 보기
- 프로토콜 데이터 단위

## 참조
1. http://www.pcmag.com/encyclopedia/term/48909/payload Pcmag.com "Payload definition". 1994-12-01. Retrieved 2012-02-07.
2. http://techterms.com/definition/payload "Payload definition". Techterms.com. Retrieved 2012-02-07.
3. http://www.securityfocus.com/glossary/P 보관됨 2016-03-03 - 웨이백 머신 "Payload definition". Securityfocus.com. Retrieved 2012-02-07.